# Franz Spögler
Franz Spögler (Renon, 29 giugno 1915 – 10 agosto 1989) è stato un militare tedesco, noto in particolare per essere stato nel periodo della Repubblica Sociale Italiana a Salò la guardia del corpo, uomo di fiducia di Claretta Petacci e ufficiale di collegamento tra Benito Mussolini e i gerarchi nazisti.

## Biografia
Nativo di Longomoso del Renon in provincia di Bolzano, Franz Spögler di professione albergatore, nel 1939, in seguito agli accordi tra Italia e Germania sorti sulla definizione dello status dell'Alto Adige, optò per la nazionalità tedesca e con lo scoppio a settembre della seconda guerra mondiale si arruolò volontariamente nelle SS come aspirante ufficiale.
Dopo l'8 settembre 1943, ormai tenente, fu impiegato in Italia dapprima a Cassino poi presso i servizi di sicurezza della Gestapo nel quartier generale di Verona quale responsabile del servizio intercettazione delle radio nemiche in lingua italiana. Nell'ottobre dello stesso anno, fu incaricato dal generale Karl Wolff, comandante delle SS in Italia, tramite il generale Wilhelm Harster, capo del Sicherheitsdienst polizei SD delle SS di Verona, di sorvegliare Claretta Petacci, amante del Duce, nel corso del suo soggiorno gardesano a Gardone Riviera e di conseguenza lo stesso Benito Mussolini.
Il tenente Franz Spögler divenne quindi dal 28 dicembre il responsabile del servizio intercettazioni telefoniche a villa Maria Elisabetta a Fasano, situata a fianco del Grand Hotel Fasano che era adibito a ospedale militare tedesco. L'unità era composta prevalentemente da personale altoatesino, maschile e femminile, in grado di parlare correttamente l'italiano. Spögler fotografò tutte le lettere di corrispondenza tra la Petacci e Mussolini e spiò le conversazioni del Duce a villa Feltrinelli che poi trascritte venivano 
puntualmente inviate all'ambasciatore tedesco Rudolph Rahn e al generale Harster.
Quando la sera del 18 aprile 1945 Benito Mussolini lasciò Villa Feltrinelli per raggiungere la Prefettura di Milano, Spögler, convinto da Claretta Petacci, la condusse a Milano la mattina del 19, dove si riunì ai genitori e alla sorella Myriam. Il 24 aprile, negli ultimi giorni della Repubblica di Salò, sempre a Milano, fu ricevuto nella Prefettura da Benito Mussolini dal quale ricevette, come affermò in un'intervista rilasciata al settimanale Epoca, una lettera da inoltrare in Svizzera, mediante il consolato inglese di Lugano, a Winston Churchill, nella quale il Duce sperava di ottenere protezione rendendosi utile alla lotta contro il comunismo. Questa poi sarà pubblicata da Arnoldo Mondadori nel settimanale "Epoca" dell'11 marzo 1956. Il 25 aprile il tenente Spögler fu accusato da Mussolini, dopo l'incontro avuto da costui al Vescovado con il cardinale Alfredo Ildefonso Schuster e gli esponenti del CLN, di averlo tradito avendo saputo poco innanzi delle trattative segrete del generale Wolff con gli alleati per la resa incondizionata delle forze tedesche in Italia. 

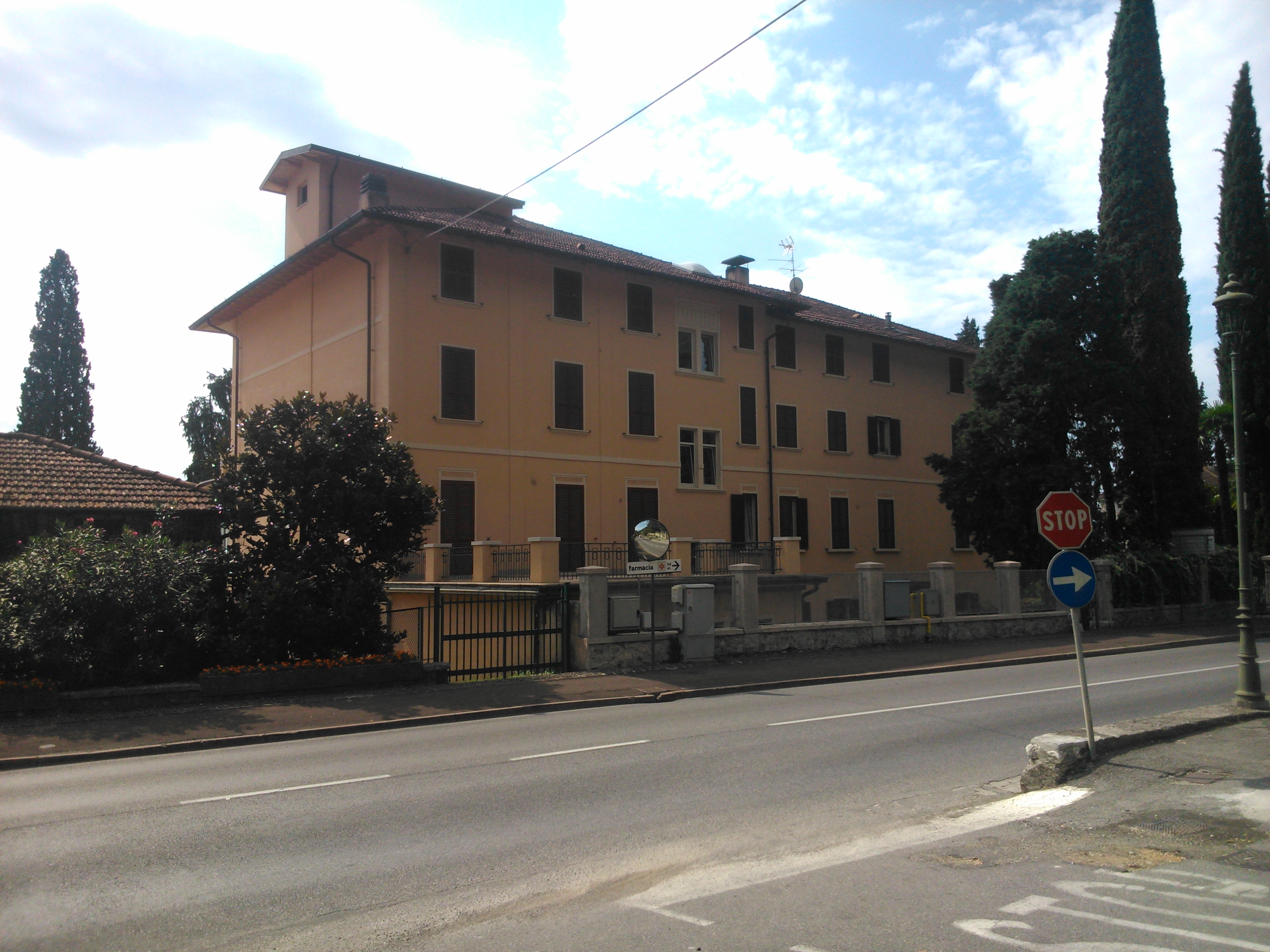
Villa Maria Elisabetta a Fasano di Gardone Riviera, sede della stazione di intercettazione del Sicherheitsdienst

Terminato il conflitto riprese l'attività di albergatore a Longomoso e negli anni successivi fu al centro delle cronache nazionali per le sue dichiarazione alla stampa o per fatti legati al passato bellico. Difatti, nel 1950 fu arrestato su mandato della Procura di Brescia con l'accusa dell'omicidio di Aldo Gasperini, brigadiere della polizia di Salò e autista personale di Claretta Petacci. Nel processo celebrato nel 1951, difeso dall'avvocato Giuseppe Castelletti di Castrovillari, fu completamente assolto in quanto il difensore dimostrò che Gasperini fu ucciso in uno scontro a fuoco con i partigiani a Musso il 27 aprile 1945 nel corso della fuga di Mussolini verso il Ridotto alpino repubblicano.
Sempre nel 1950 dichiarò al giornalista Guido Trivelli del quotidiano "Alto Adige" di aver pianificato nel gennaio del 1944, con Claretta Petacci e il benestare di Mussolini, di trasferire il capo del fascismo in un nascondiglio sicuro in Alto Adige. Il luogo prescelto fu individuato nel maso Jöker nella frazione Lana al Vento di Sarentino, sull'altipiano di Renon. Qui, i due amanti, sarebbero stati ospitati da due anziani contadini in attesa di tempi migliori e avrebbero raggiunto il sito passando per Brescia, il passo del Tonale, la Mendola e Bolzano. Spögler e la Petacci vi fecero un sopralluogo, fotografarono il maso e sottoposero il tutto alla visione del Duce. Nel 1970 fu invece coinvolto nell'affare del falso carteggio Churchill-Mussolini venduto a Heidemann, giornalista della rivista Stern. Infine nel 1974 confermò le rivelazioni del generale Wolff al tribunale arcivescovile di Monaco di Baviera del piano ordito da Adolf Hitler per rapire papa Pio XII e i cardinali della curia di Roma, dichiarando inoltre di aver per questo intercettato, eseguendo l'ordine di Heinrich Himmler, anche le comunicazioni dello stesso Wolff, sospettato di sabotare l'Aktion Papst.